# Шпайхінген
Шпайхінген (нім. Spaichingen) — місто в Німеччині, розташоване в землі Баден-Вюртемберг. Підпорядковане адміністративному округу Фрайбург. Входить до складу району Тутлінген.
Площа — 18,50 км2. Населення становить 13 531 осіб (станом на 31.12.2022).
Шпайхінген розташований за 11 км на північний захід від міста Тутлінген і за 13 км на південний захід від міста Роттвайль.

## Історія
Історія міста довга та цікава. Там, де зараз знаходиться Шпайхінген, було поселення ще в 2000 році до нашої ери. 
У 791 році Шпайхінген отримав дарчу грамоту від монастиря Санкт-Галлена. Згідно з документом 1381 року, Шпайхінген був частиною Австрії більше 400 років і належав Верхньоавстрійському офісу Роттенбург і Верхньому бейлівіку Обергоенберга, що базувався у Фрідінгені. Шпайхінген витримав емблему в 1482 році. Крім того, Спайхінген був розташований на стратегічно важливій дорозі, тому він зазнав великих втрат і пошкоджень під час багатьох транзитних військ. Проте навіть пограбування та розграбування не змогли завадити Шпайхінгену перетворитися на респектабельний економічний центр у 1530-х роках. 
Під час Тридцятилітньої війни місто втратило більше половини своїх жителів. У 1623 році Шпайхінген отримав право проводити щотижневий ринок. Остаточно ставши містом у 1828 році, він приєднався до округу Тутлінген у 1938 році.
З вересня 1944 по квітень 1945 року в Шпайхінгені знаходився концтабір. Він був створений збройовою компанією Mauser з Оберндорфа. У таборі загинуло щонайменше 95 в'язнів. Через цей концтабір біля цвинтаря споруджено меморіал. Після численних авіаударів Шпайхінген став частиною території впливу Франції після Другої світової війни. 
16 лютого 1969 року було завершено найбільший будівельний проект в історії району Тутлінген і відкрито «нову лікарню Шпайхінген». Коли персонал збільшився, вартість нової будівлі на 132 ліжка зросла до 19,25 млн німецьких марок

## Географія
Розташоване на півдні Німеччини в Швабській Юрі. Значну частину території міста займає природа, оскільки 733 га, що становить майже 40% усієї території, займають ліси. Крім того, в місті є парк, який називається «Ententeich». Через місто протікає річка Прім, яка є притокою річки Неккар.
Найвищою точкою Шпайхінгена є гора Драйфальтігкайтсберг висотою 985 метрів над рівнем моря, а найнижча точка знаходиться на північно-східній межі міста на Прімі висотою 630 метрів над рівнем моря.